# Liubcho Diakov
Liubcho Stefanov Diakov (bulgare : Любчо Стефанов Дяков), né le 17 mai 1954 à Yambol, est un tireur sportif bulgare des années 1970 et 1980.

## Palmarès
Liubcho Diakov participe aux Jeux olympiques d'été de 1976, 1980, 1984 et 1988. C'est lors des Jeux de Moscou en 1980 qu'il remporte une médaille de bronze en pistolet libre à 50 mètres.